# 青綠1号

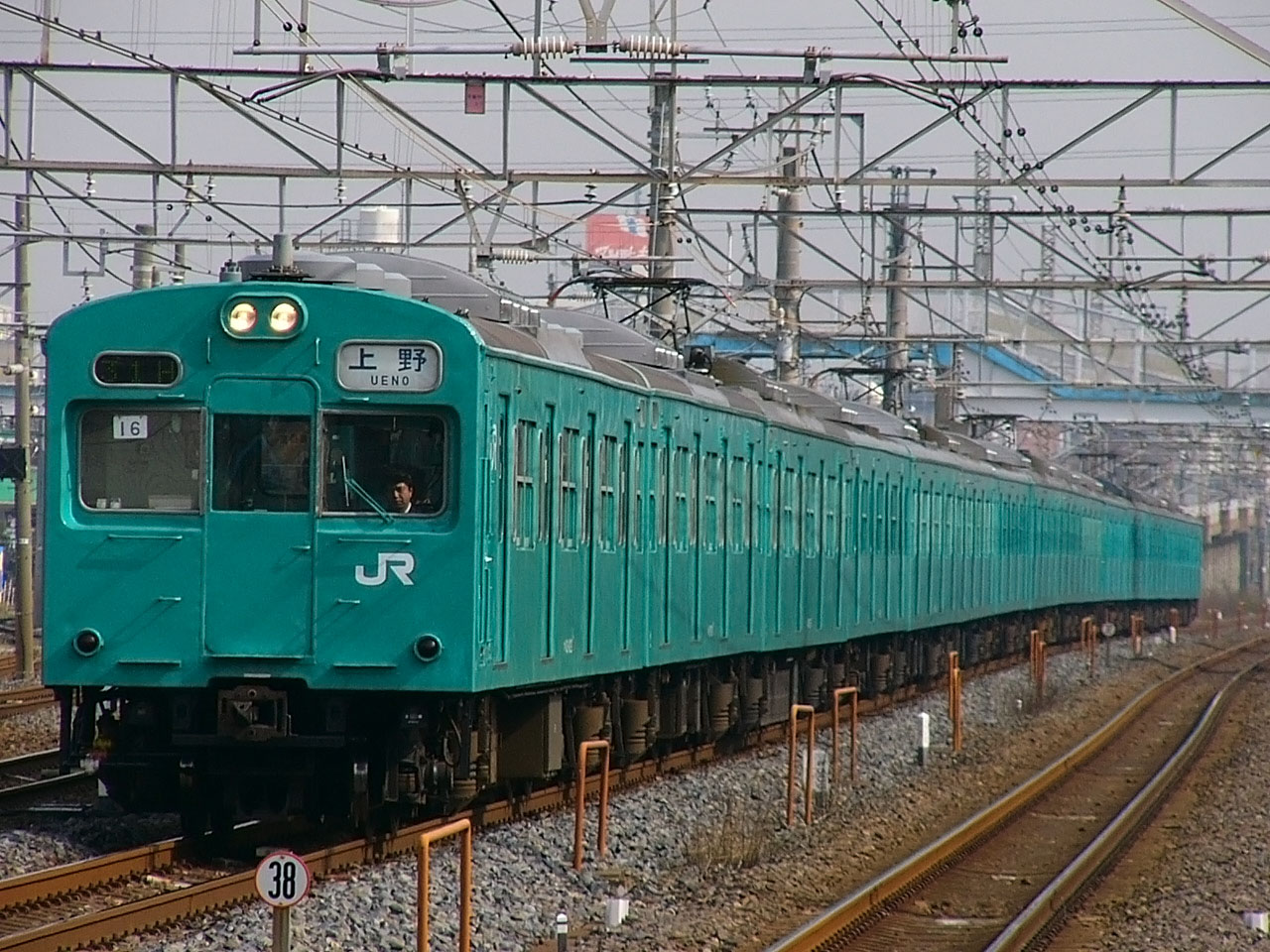
以青绿 1 号为底色的常磐线103 系

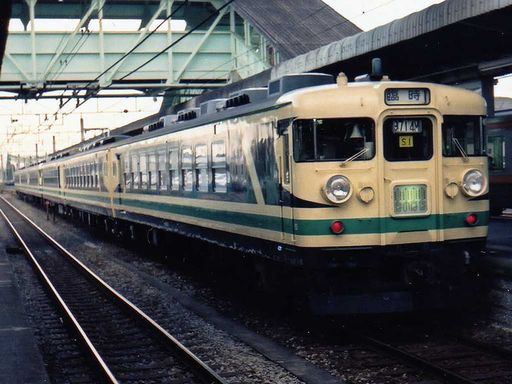
用蓝绿色 1 号腰带包裹的榻榻米电车「Nanohana」

青綠1号是日本國鐵制定的颜色名称之一。

## 概述
國鐵內部常用的颜色名称是“寶石綠”。孟塞尔值為「2BG 5/8」」。